# 交通政策審議会答申第198号
交通政策審議会答申第198号（こうつうせいさくしんぎかいとうしんだい198ごう）は、国土交通省の交通政策審議会が、その下にある「東京圏における今後の都市鉄道のあり方に関する小委員会」における2年間の検討を経て、2016年4月20日に行った答申である。目標年次は概ね15年後の2030年頃としている。答申には『東京圏における今後の都市鉄道のあり方について』（とうきょうけんにおけるこんごのとしてつどうのありかたについて）という題が付されている。
第198号の一部は交通政策審議会の下にある「東京圏における今後の地下鉄ネットワークのあり方等に関する小委員会」で2021年に追加で検討が行われ、交通政策審議会第371号「東京圏における今後の地下鉄ネットワークのあり方等について」として同年7月15日に答申が行われた。

## 概要
東京圏の鉄道ネットワークにおける答申としては、2000年に運輸政策審議会による運輸政策審議会答申第18号（以下「第18号答申」）に続くものであり、第18号答申の目標年次である2015年を迎えることから、2014年に国土交通大臣から交通政策審議会に対して諮問（諮問第198号）があり、本答申はこの諮問に対してのものである。
まえがきでは、これまでの鉄道整備によって、「ネットワークの稠密性やサービス水準について世界に誇るべき水準になってきたところである。」としているが、一方で、「東京圏の都市鉄道を取り巻く環境は大きく変化している。」としており、本答申は、より質の高い東京圏の都市鉄道ネットワークを構築していく観点から行われた。
本答申では、「東京圏の都市鉄道が目指すべき姿」として、以下の6項目を取り上げている。
1. 国際競争力の強化に資する都市鉄道
国際的な都市間競争の激化に対して、経済活動を支える基盤である交通においてもその機能強化を図ることが重要である。具体的には「航空・新幹線との連携強化」・「国際競争力強化の拠点となるまちづくりとの連携強化」を挙げている。
2. 豊かな国民生活に資する都市鉄道
国民生活をさらに豊かなものにするため、サービス水準の引き上げが必要である。具体的には「混雑の緩和」・「速達性の向上」・「シームレス化」を推進すべきとしている。
3.まちづくりと連携した持続可能な都市鉄道
今後予想される急激な人口減少や高齢化に対応し、質の高いサービスを持続的に供給するためにはまちづくりとの連携を図ることが重要である。具体的には「ユニバーサルデザイン化」・「郊外部のまちづくりとの連携強化」・「エコデザイン化」を推進すべきとしている。
4.駅空間の質的進化 〜次世代ステーションの創造〜
具体的には「『駅まちマネジメント』（駅マネ）の推進」・「更なるバリアフリー化の推進」・「更なる外国人対応の推進」・「分かりやすく心地よくゆとりある駅空間の形成」・「まちとの一体性の創出」を挙げ、特に2020年に開催される東京オリンピック・パラリンピックへの対応として、前3項目については早急に取り組むべきとしている。
5. 信頼と安心の都市鉄道
具体的には「遅延の『見える化』」・「鉄道事業者における取組の促進」、「鉄道利用者との協働」・「鉄道利用者への情報提供の拡充」を挙げている。
6. 災害対策の強力な推進と取組の「見える化」
具体的には、「災害対策の『見える化』」・「ハード・ソフト両面からの強力な災害対策の推進」を挙げている。

## プロジェクト
本答申では機能別に「国際競争力の強化に資する鉄道ネットワークのプロジェクト」・「地域の成長に応じた鉄道ネットワークの充実に資するプロジェクト」・「駅空間の質的進化に資するプロジェクト等」の3種類に分類している。
第18号答申では、整備対象とする路線について「目標年次までに開業することが適当な路線」（A1）・「目標年次までに整備着手することが適当である路線」（A2）・「今後整備について検討すべき路線」（B）とランク付けされていたが、本答申ではランク付けは行わない。なお、第18号答申では着工済みの区間もA1の中に含まれていたが、本答申では既に着工済みの区間（神奈川東部方面線の新設、小田急小田原線の複々線化等）は対象から外している。
その代わりに、答申の「課題」の項目に意見が付けられており、「事業性に課題がある」（費用便益比（B/C）が1.0を下回る）、「収支採算性に課題がある」（B/Cは1.0を上回るものの、累積資金収支が黒字とならない）と前置きされている路線も少なくないものの、いくつかの路線は前向きな意見が付けられている。
- 「事業化に向けて関係地方公共団体・鉄道事業者等において事業計画の検討の深度化を図るべき」（羽田空港アクセス線）
- 「事業化に向けて関係地方公共団体・鉄道事業者等において、費用負担のあり方等について合意形成を進めるべき」（新空港線・矢口渡駅 - 京急蒲田駅・東京8号線（有楽町線）・豊洲駅 - 住吉駅・東京12号線（大江戸線）・光が丘駅 - 大泉学園町）
- 「事業化に向けて関係地方公共団体・鉄道事業者等において具体的な調整を進めるべき」（多摩都市モノレール線・上北台駅 - 箱根ヶ崎駅・多摩センター駅 - 町田駅）
- 「事業化に向けて（横浜・川崎）両市が協調して、費用負担のあり方や事業主体等を含めた事業計画について、合意形成を進めるべき」（横浜3号線・あざみ野駅 - 新百合ヶ丘駅）

また、都心部・臨海地域地下鉄構想（東京駅 - 新国際展示場駅）については、小委員会による検討では、原計画（新銀座駅 - 新国際展示場駅）では他のネットワークとつながっていないため事業性に課題があるという結果だったが、小委員会の提案により、秋葉原駅 - 東京駅の延伸計画がある常磐新線（つくばエクスプレス）との一体整備および相互直通運転が盛り込まれた。
このうち、東京都に関連する5路線6区間（羽田空港アクセス線、新空港線、東京8号線延伸、大江戸線延伸および多摩都市モノレールの南北2区間）の事業化に向けて、都では2018年度予算で「鉄道新線建設等準備基金」を創設、都が保有する東京メトロ株式から得られる配当を充当する方針を示した。また、横浜3号線（ブルーライン）の延伸については、2019年1月23日、横浜・川崎両市長が記者会見で事業化を正式に発表した。
東京8号線の延伸、都心部・品川地下鉄構想（白金高輪駅 - 品川駅）、都心部・臨海地域地下鉄構想については、2021年に検討が行われ、東京8号線の延伸、都心部・品川地下鉄構想については東京メトロの既存路線との関連が深いことから、東京メトロを事業主体とした上で完全民営化に影響を及ぼさないように支援を検討すべきであるとした。都心部・臨海地域地下鉄構想は、引き続き検討課題とされている。

### 鉄道ネットワーク
| #                                                            | プロジェクト名                                                          | 区間                                                                                                | 備考                                                                                              | 第18号答申                                             |
| 国際競争力の強化に資する鉄道ネットワークのプロジェクト       | 国際競争力の強化に資する鉄道ネットワークのプロジェクト                  | 国際競争力の強化に資する鉄道ネットワークのプロジェクト                                              | 国際競争力の強化に資する鉄道ネットワークのプロジェクト                                            | 国際競争力の強化に資する鉄道ネットワークのプロジェクト |
| ------------------------------------------------------------ | ----------------------------------------------------------------------- | --------------------------------------------------------------------------------------------------- | ------------------------------------------------------------------------------------------------- | ------------------------------------------------------ |
| 1                                                            | 都心直結線の新設                                                        | 押上駅 - 新東京駅 - 泉岳寺駅                                                                        | 京成押上線・京急本線と相互直通運転を行う                                                          | [ 注 1 ]                                               |
| 2                                                            | （a）羽田空港アクセス線の新設及び （b）京葉線・りんかい線相互直通運転化 | （a）田町駅付近・大井町駅付近・東京テレポート駅 - 東京貨物ターミナル駅付近 - 羽田空港 （b）新木場駅 | （a）東海道線・埼京線・りんかい線と相互直通運転を行う                                             | [ 注 2 ]                                               |
| 3                                                            | 新空港線の新設                                                          | 矢口渡駅 - 蒲田駅 - 京急蒲田駅 - 大鳥居駅                                                           | 東急多摩川線・京急空港線と相互直通運転を行う                                                      | A2                                                     |
| 4                                                            | 京急空港線羽田空港国内線ターミナル駅引き上げ線の新設                    | 羽田空港国内線ターミナル駅                                                                          | 京急品川駅において改良（2面4線化）を行う                                                          | -                                                      |
| 5                                                            | 常磐新線の延伸                                                          | 秋葉原駅 - 東京駅（新東京駅）                                                                       |                                                                                                   | B                                                      |
| 6                                                            | 都心部・臨海地域地下鉄構想の新設及び同構想と常磐新線延伸の一体整備      | 臨海部 - 銀座駅 - 東京駅                                                                            | 常磐新線と相互直通運転を行う                                                                      | -                                                      |
| 7                                                            | 東京8号線（有楽町線）の延伸                                             | 豊洲駅 - 住吉駅                                                                                     |                                                                                                   | A2                                                     |
| 8                                                            | 都心部・品川地下鉄構想の新設                                            | 白金高輪駅 - 品川駅                                                                                 |                                                                                                   | -                                                      |
| 地域の成長に応じた鉄道ネットワークの充実に資するプロジェクト |                                                                         | |                                                                                                   |                                                        |
| 9                                                            | 東西交通大宮ルートの新設                                                | 大宮駅 - さいたま新都心駅 - 浦和美園駅                                                              | 中量軌道システム                                                                                  | B                                                      |
| 10                                                           | 埼玉高速鉄道線の延伸                                                    | 浦和美園駅 - 岩槻駅 - 蓮田駅                                                                        |                                                                                                   | A1                                                     |
| 11                                                           | 東京12号線（大江戸線）の延伸                                            | 光が丘駅 - 大泉学園町 - 東所沢駅                                                                    |                                                                                                   | A2・B                                                  |
| 12                                                           | 多摩都市モノレールの延伸                                                | 上北台駅 - 箱根ケ崎駅、多摩センター駅 - 八王子駅、多摩センター駅 - 町田駅                           |                                                                                                   | A2・B                                                  |
| 13                                                           | 東京8号線の延伸                                                         | 押上駅 - 野田市駅                                                                                   | 住吉駅 - 四ツ木駅間は東京11号線と共用                                                             | A2                                                     |
| 14                                                           | 東京11号線の延伸                                                        | 押上駅 - 四ツ木駅 - 松戸駅                                                                          |                                                                                                   | A2                                                     |
| 15                                                           | 総武線・京葉線接続新線の新設                                            | 新木場駅 - 市川塩浜駅 - 津田沼駅                                                                    | 新木場駅 - 市川塩浜駅複々線化                                                                     | A2                                                     |
| 16                                                           | 京葉線の中央線方面延伸及び中央線の複々線化                              | 東京駅 - 三鷹駅 - 立川駅                                                                            |                                                                                                   | A2                                                     |
| 17                                                           | 京王線の複々線化                                                        | 笹塚駅 - 調布駅                                                                                     |                                                                                                   | B                                                      |
| 18                                                           | 区部周辺部環状公共交通の新設                                            | 葛西臨海公園駅 - 赤羽駅 - 田園調布駅                                                                | 通称・メトロセブン（葛西臨海公園駅 - 赤羽駅）・エイトライナー（赤羽駅 - 田園調布駅）              | B                                                      |
| 19                                                           | （a）東海道貨物支線貨客併用化及び （b）川崎アプローチ線の新設           | （a）品川駅・東京テレポート駅 - 浜川崎駅 - 桜木町駅 （b）浜川崎駅 - 川崎新町駅 - 川崎駅             | （a）一部区間で路線新設 （b）浜川崎駅 - 川崎新町駅は南武線の改良・川崎新町駅 - 川崎駅は路線の新設 | B                                                      |
| 20                                                           | （a）小田急小田原線の複々線化及び （b）小田急多摩線の延伸               | （a）登戸駅 - 新百合ヶ丘駅 （b）唐木田駅 - 相模原駅 - 上溝駅                                        |                                                                                                   | A2・B                                                  |
| 21                                                           | 東急田園都市線の複々線化                                                | 溝の口駅 - 鷺沼駅                                                                                   |                                                                                                   | B                                                      |
| 22                                                           | 横浜3号線の延伸                                                         | あざみ野駅 - 新百合ヶ丘駅                                                                           |                                                                                                   | A1・A2                                                 |
| 23                                                           | 横浜環状鉄道の新設                                                      | 日吉駅 - 鶴見駅、中山駅 - 二俣川駅 - 東戸塚駅 - 上大岡駅 - 根岸駅 - 元町・中華街駅                  |                                                                                                   | A2                                                     |
| 24                                                           | いずみ野線の延伸                                                        | 湘南台駅 - 倉見駅                                                                                   |                                                                                                   | B                                                      |